# Balcombe (West Sussex)
Balcombe ist ein Dorf und ein Civil Parish im District Mid Sussex in der Grafschaft West Sussex in England. Die Einwohnerzahl im Jahre 2011 betrug 1917 Personen.

## Geographie
Die Stadt liegt 50 Kilometer südlich von London und 25 Kilometer nördlich von Brighton. Die Entfernung zu Chichester im Westen beträgt etwa 50 Kilometer. In der Nähe befindet sich der architektonisch sehr eindrucksvolle Ouse Valley Viaduct über den Fluss Ouse.

## Geschichte
Erste Häuser wurden im frühen 17. Jahrhundert errichtet. Der Name des Ortes geht auf den Begriff  mining place camp zurück, da schon zu früherer Zeit in der Gegend Bergbau (mining) betrieben wurde. „Bal“ bedeutet in der Kornischen Sprache Bergbau und „combe“ ist wahrscheinlich von dem römischen Wort camp abgeleitet. Es handelt sich also um eine britannisch-Römische Wortschöpfung.
Im Erdreich unter Balcombe befinden sich große Felder mit ölhaltigem Gestein, die nach dem Hydraulic-Fracturing-Verfahren (Fracking) zur Ölgewinnung genutzt werden können. Als weitere Probebohrungen zur Untersuchung auf eine eventuelle wirtschaftliche Gewinnung durchgeführt werden sollten, kam es 2013 zu erheblichen Protesten aus der Bevölkerung. Gegner und Befürworter des Frackings versuchten den Konflikt politisch zu nutzen. Bei den Protesten kam es auch zu Verhaftungen von Demonstranten, die mit der Devise „Frack off“ angetreten waren.